# Лютаєва Тетяна Борисівна
Тетяна Борисівна Лютаєва (нар. 12 березня 1965, Нова Каховка, Херсонська область, Українська РСР, СРСР) — радянська, литовська та російська актриса театру, кіно і телебачення. Заслужена артистка Російської Федерації (2014), член Спілки кінематографістів Росії. 
Свідомо порушила державний кордон України у травні 2017 року. За це внесена до бази «Миротворець».

## Навчання
Народилася 12 березня 1965 року в місті Нова Каховка.
У 1986 році вона закінчила акторський факультет Всесоюзного державного інституту кінематографії імені С. А. Герасимова (ВДІК) (майстерня Олексія Володимировича Баталова).

## Акторська кар'єра
У кіно вперше знялася в 1987 році в історико-пригодницькій картині Світлани Дружиніної «Гардемарини, вперед!», де зіграла одну з головних ролей — роль Анастасії Ягужинської і відразу здобула всесоюзну популярність. Яскрава і пам'ятна дебютна робота актриси не залишилася непоміченою, режисери почали активно запрошувати зніматися.
Однак незабаром після закінчення зйомок Тетяна Лютаєва поїхала разом з чоловіком Олегасом Дітковскісом до Вільнюсу (у той час — Литовська РСР), де з 1988 по 2004 роки працювала у Вільнюському російському драматичному театрі. Вона організовувала фестивалі «Російське кіно», продовжувала зніматися в кіно.
У 2004 році разом з двома дітьми переїхала до Москви, де почала активно зніматися в кіно і на телебаченні.

## Нагорода
2 травня 2014 року указом Президента Російської Федерації В. Путіна було присвоєно почесне звання «Заслужена артистка Російської Федерації».

## Підтримка анексії Криму
У травні 2017 року Тетяна свідомо порушила державний кордон України. Разом з Дмитром Дюжевим вона незаконно виступала у спектаклі «Вільна Любов» у місті Севастополь.

## Особисте життя
- Перший чоловік — Олегас Дітковскіс[lt] (нар.. 2 квітня 1955), литовський поет-пісняр, актор, режисер та бард[6].
- Другий чоловік — Рокас Раманаускас (нар.. 1971), литовський режисер, син литовського актора Ромуальдаса Раманаускаса.

У 2004 році актриса разом з дочкою, актрисою Агнією Дітковскіте (нар.. 11 травня 1988), і сином Домініком Раманаускасом (нар.. 1999) переїхала до Москви.
Вивчила литовську мову і, поки доньці не виповнилося 16 років, спілкувалася з нею, в основному, литовською. Ім'я доньки за паспортом — Агне.

## Творчість

### Ролі в театрі
- 1989 — «Запрошення на страту»  Володимира Набокова — Еммочка
- 1989 — «Публіці дивитися забороняється» Ж. Марсана — Франсуаза Вато
- 1990 — «Христос і Антихрист» Дмитра Мережковського — Афроська
- 1991 — «Театр мадемуазель Клерон» — Клерон
- 1991 — «На шкірі наших зубів» Торнтона Вальдера — Сабіна
- 1992 — «Ці жінки здатні на все» Р. Ламуре — Жермена Лапюі
- 1995 — «На краю світу» Т. Кантора — Мати-Гелена
- 1995 — «Мадемуазель, негайно одягайтеся!» («Блез») К. Маньє — Женев'єва
- 1996 — «Скажи, що ти померла» Р. Раманаускаса по Девіду Селінджеру — Елоїза
- 1996 — «Приборкання норовливої» Вільйома Шекспіра — Катаріна
- 1997 — «Казка ідіота» А. Ландсбергіса за романом Федора Достоєвського — Настасья Пилипівна
- 1997 — «Дядя Ваня» Антона Чехова — Олена Андріївна, дружина відставного професора Серебрякова
- 1998 — «Три сестри» Антона Чехова — Ольга, сестра Андрія Прозорова
- 2000 — «Тартюф» Мольєра — Ельміра
- 2003 — «Ворон» Карло Гоцці — Армилла
- 2007 — «Оскар» Клода Маньє — Бернадети

### Фільмографія
- 1987 — Гардемарини, вперед! — Анастасія Павлівна Ягужинська, дочка Анни Бестужевої-Рюміної
- 1988 — Дама з папугою —  Милочка
- 1990 — Увага: Відьми! —  Клементина
- 1991 — Сім днів після вбивства —  Олена
- 1991 — Похорон на другому поверсі —  Світу
- 1991 — Віват, гардемарини! — Анастасія Павлівна Ягужинська, дочка Анни Бестужевої-Рюміної
- 1991 — За останньою межею —  Ірина, колишня дружина Віктора Дрьомова
- 1992 — Павутина —  Валя
- 1992 — «Чорний квадрат» —  Алла Тер-Погосян
- 1992 — Над темною водою —  Клара
- 1993 — Ти є... —  Юлія Петракова, завідувачка відділення, коханка Олега
- 1993 — Роль —  колишня дружина Андрія
- 1994 — Листи в минуле життя
- 1994 — терра інкогніта /  Terra incognita  —  Елізабет Перкінс
- 1994 — Чарівність диявола
- 1999 — Двір /  Kiemas  —  Ельвіра
- 1999 — Жіноча власність —  Зоя Борщевська
- 2000 — Маросейка, 12 —  мати Іллі
- 2002 — Таємна сила —  Господиня мідної гори
- 2002 — Атлантида —  Рита
- 2003 — Хрещений син —  Анжела
- 2003 — Третій варіант —  Охріньева
- 2003 — Інша жінка, інший чоловік… —  Марина
- 2003 — Життя одне —  Мар'яна
- 2004 — Гріхи батьків —  Віра Федорівна Баженова
- 2004 — Посилка з Марса —  Анна-Марія
- 2005 — Дура —  Ірина Полушубкова, «прима» театру
- 2005 — Не забувай —  Олена Львівна
- 2005 — Примножує печаль —  Людмила, перша дружина Серебровского, мати Вані
- 2005 — Єсенін —  Ольга Костянтинівна Дітеріхс-Толстая, мати Софії Толстой
- 2005 — Полювання на ізюбра —  Ельвіра Заславська
- 2005 — Мотузка з піску —  Ірина Гнатівна
- 2005 — Роман жахів —  Емма
- 2006 — Вовкодав з роду Сірих псів —  лікарки
- 2006 — Знаки любові —  Ельфана
- 2006 — Меченосець —  Белла
- 2006 — Спека —  мати Олексія
- 2006 — Останній забій —  Тамара Михайлівна
- 2006 — Останній наказ генерала —  Александра
- 2006 — Псевдонім «Албанець» —  Катерина Валеріївна
- 2007 — Повернення Турецького (фільм «кровників») —  Тетяна Весеніна
- 2007 — Якщо у Вас немає тітки (Україна) —  Марина
- 2007 — Закон і порядок: Злочинний умисел —  Маргарита Петрівна Парова
- 2007 — Іван Подушкін. Джентльмен розшуку 2 —  Естер Петрова, співробітник карного розшуку м Ковильска
- 2007 — Повне дихання (Росія, Україна) —  Ірина
- 2007 — Руд і Сем —  Галина Сергіївна
- 2007 — Я сищик —  Марія Леонідівна Бурковець
- 2007 — Гроші для доньки (Росія, Україна) —  Ніна Петрівна Кузнєцова, лікар «швидкої допомоги»
- 2008 — Антисекс —  директор басейну
- 2008 — Бородін. Повернення генерала —  Тамара
- 2008 — Наречена на замовлення —  мати Максима Дмитрівського
- 2008 — Принцеса цирку —  Софія Андріївна Ковальова
- 2008 — Вкрасти у… —  Алла Василівна, дружина Віхрова
- 2008—2011 — Обручка —  Жанна, подруга Марини Никифорової
- 2008 — Я лечу —  Лідія Гаврилівна Жукова, нова завідувачка відділення лікарні, однокурсниця Семена Степанюгі
- 2008 — Закон і порядок: Злочинний умисел 2 (серія «Хвилина слави») —  Маргарита Петрівна Парова
- 2008 — Фотограф —  Анжеліна Вайс
- 2009 — Одного разу буде кохання —  Лариса
- 2009 — Суд —  Дар'я Максимівна Дронова
- 2009 — Малахольная —  Стеняева, мати Наді
- 2009 — Найкращий фільм 2 —  Надія Василівна Шевельова, мати Наді
- 2009 — Людина, яка знала все —  Раїса Олексіївна, секретар
- 2009 — Якщо нам доля … —  Ольга Миколаївна, офіційна дружина знаменитого артиста Олександра Власова
- 2009 — Брудна робота —  Ольга
- 2009 — Пікап: зйом без правил —  дама в магазині
- 2009 — Пропоновані обставини —  лже-родичка на весіллі
- 2009 — Я буду жити! —  Лариса Танская
- 2010 — Детективне агентство «Іван та Марія» —  Альбіна Кравцова
- 2010 — Вдови пароплав —  Ольга Іванівна Флерова, піаністка, сусідка Анфіси по комунальній квартирі
- 2010 — Почуй моє серце —  Галина Василівна, мати Кирила
- 2010 — Викрутаси —  подруга Галини Олександрівни, матері Надії
- 2010 — Тридцять сьомий роман —  Ірина Ветлугіна
- 2010 — Столиця гріха —  Прошкіна, популярна співачка
- 2010 — Земський лікар —  Марина Леонідівна Караулова, хірург в районній лікарні
- 2010 — Дорога назад —  Лідія Юріївна, мати Тетяни
- 2011 — Метод Лаврової —  Антоніна Ігорівна Лаврова, мати Катерини Лаврової, вдова генерала
- 2011 — Тільки ти —  Анастасія Беглова, мати Ольги
- 2011 — Одкровення —  Одинцова
- 2011 — Гаряче серце /  Fireheart: The Legend of Tadas Blinda  —  Констанція, мати Крістіни
- 2011 — Справа Крапівін (серія «Честь офіцера)» —  дружина Вересаєва
- 2011 — Борис Годунов —  господиня трактиру
- 2011 — дублерші —  Ольга, колишня балерина, мати Яна
- 2011 — Зимове танго —  Клавдія Андріївна
- 2011 — Короткий курс щасливого життя —  Ольга, замовниця
- 2011 — Земський лікар. Продовження —  Марина Леонідівна Караулова, хірург в районній лікарні
- 2012 — Любов не ділиться на два —  Соня, вчитель російської мови та літератури, дружина[8]
- 2014 — Земський лікар. Любов всупереч —  Марина Леонідівна Караулова, хірург в районній лікарні
- 2014 — Берци —  Надія
- 2014 — Веселі хлопці;) —  Римма Купцова
- 2014 — Будиночок біля річки —  Інеса, власниця художнього салону
- 2014 — Син за батька —  Галина, дружина Георгія Теодораді, мати Івана
- 2014 — Сон як життя —  Ірина Володимирівна
- 2014 — Овечка Доллі була зла і рано померла —  бабуся Микити
- 2014—2015 — Степові вовки —  Лідія Степанівна Волкова, член сімейної банди «Степові вовки»
- 2015 — Метод Фрейда 2 —  Надія, дружина В'ячеслава Галчанского, подруга Ганни Кораблін
- 2015 — Людмила Гурченко —  Макарова Тамара Федорівна, радянська кіноактриса
- 2015 — Матусі — Наталія Юріївна Жукова, начальник Юлі, головний редактор жіночого журналу «КабLook» (до 19-ї серії)
- 2015 — Зведені долі —  Раїса
- 2016 — Герой —  Ольга Андріївна Чернишова, княгиня, мати Віри і Ірини, дружина Олександра
- 2016 — Будинок на краю лісу —  Ірма Альбертівна Гур'єва, дружина Миколи Васильовича, господиня будинку
- 2016 — Заповіт принцеси —  мати принца
- 2017 — Анна Кареніна —  графиня Вронська, мати Олексія Кириловича
- 2017 — Наживка для ангела —  Анна Петрівна Пантелєєва
- 2017 — Гардемарини 4 —  Анастасія Ягужинская